# Tonttuvuori
Tonttuvuori är en kulle i Finland. Den ligger i Pyttis och landskapet Kymmenedalen, i den södra delen av landet, 100 km öster om huvudstaden Helsingfors.
Terrängen runt Tonttuvuori är mycket platt. Havet är nära Tonttuvuori åt sydost.  Närmaste större samhälle är Kotka, 12,4 km öster om Tonttuvuori. 